# الين دوري
الين دوري (12 يناير 1996 بغواهاتي في الهند - ) هو لاعب كرة قدم هندي في مركز الوسط. شارك مع منتخب الهند تحت 17 سنة لكرة القدم ومنتخب الهند تحت 20 سنة لكرة القدم. أما مع النوادي، فقد لعب مع نورث إيست يونايتد وShillong Lajong FC ‏.

## روابط خارجية
- الين دوري على موقع قاعدة بيانات كرة القدم.إي يو (الإنجليزية)
- الين دوري على موقع Soccerway.com (الإنجليزية)